# الن یسائیان
الن یسائیان (انگلیسی: Elen Yesayan؛ زادهٔ ۱۷ فوریهٔ ۲۰۰۳) شناگر زن اهل ارمنستان است که در رشته شنای قورباغه ۱۰۰ متر زنان در مسابقات قهرمانی ورزش‌های آبی جهان ۲۰۱۷ به رقابت پرداخت.